# Vareilles (Yonne)
Vareilles korábbi község (település) Franciaországban, Saône-et-Loire megyében. 2016. január 1-jén Chigy és Theil-sur-Vanne községgel egyesült és Les Vallées de la Vanne új község része lett.
Lakosainak száma 236 fő (2018. január 1.). Vareilles Chigy, Cerisiers, Pont-sur-Vanne, Les Sièges, Les Vallées de la Vanne és Vaudeurs községekkel határos.

## Népesség
A település népessége az elmúlt években az alábbi módon változott:
| Lakosok száma | 186  | 151  | 120  | 152  | 174  | 213  | 238  | 247  | 240  | 236  |
|               | 1962 | 1968 | 1975 | 1982 | 1990 | 2008 | 2013 | 2015 | 2017 | 2018 |